# 克蘇達奇火山
克蘇達奇火山是俄羅斯的火山，位於堪察加半島南部，海拔高度1,079米，最近一次火山噴發在1907年發生，噴出的火山灰飄至北面200公里，該火山的火山噴氣孔活躍。